# ハンドレページ ハリファックス
ハリファックス
ハリファックス Mk III (H.P.61)
- 用途：爆撃機
- 製造者：ハンドレページ
- 運用者： イギリス（イギリス空軍）他
- 初飛行：1939年9月24日
- 生産数：6,176機
- 生産開始：1940年
- 運用開始：1940年11月
- 退役：1961年（パキスタン空軍）

ハンドレページ　ハリファックス（Handley Page Halifax）は、イギリス空軍の4発重爆撃機。開発はハンドレページ社。アブロ社が開発したアブロ ランカスターと同世代の重爆撃機で、第二次世界大戦が終結するまで運用された。ハリファックスはオーストラリア空軍、カナダ空軍、ニュージーランド空軍、さらにポーランド空軍など多数の国で使用された。

## 開発
ハンドレページ社は、空軍省の出した仕様 P.13/36 に合致するバルチャーエンジン2基を搭載した H.P.56 を開発した。しかし本機は開発中のエンジンであるバルチャーエンジンを用いたため性能不足であった。そこで1,280馬力のロールス・ロイス製マーリンエンジン4基に増強した H.P.57 が設計された。イギリス空軍は、最初の試作機が飛行する以前に100機を発注した。重爆撃機の名称に慣例となっている町の名前として、ウェスト・ヨークシャーからハリファックスと名づけられ、Mk I（マークワン）が1939年9月24日にバイチェスター空軍基地で初飛行した。
合計で6,176機のハリファックスが生産され、イングリッシュ・エレクトリック、フェアリー・アビエーション、ルーツ・モーターズ、ロンドン・エアクラフト・プロダクションなどの工場でも行われた。そのうち、イングリッシュ・エレクトリックのサムレスバリー工場では戦時下に2,000機以上が生産された。1946年11月まで製造が続けられたが、量産のピーク時には、1時間1機のペースで生産されていた。

## 設計

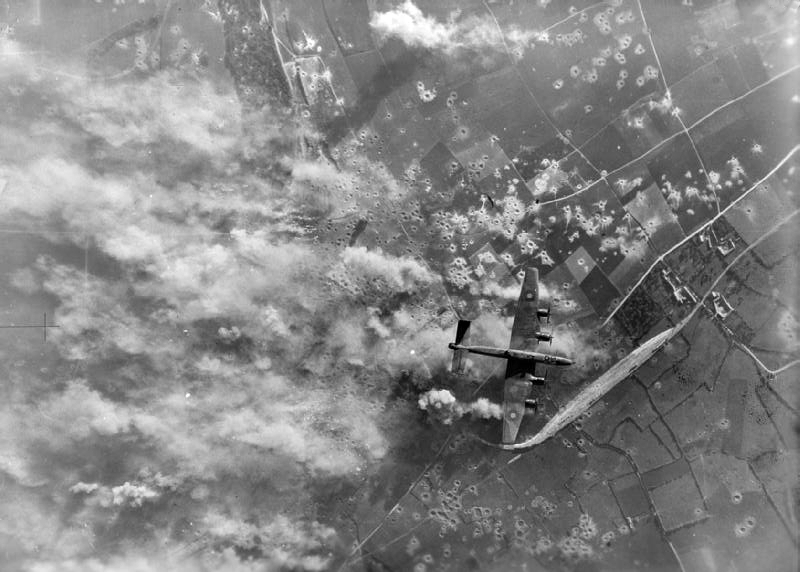
北フランスのミモイェック基地を爆撃する爆撃機軍団のハリファックス。

ハリファックス Mk Iは両翼に6つの爆弾を搭載できる他、6.7 m（22フィート）の爆弾倉を持つ。爆弾の搭載量は、5,897 kg（13,000 lb）に上った。マーリンエンジンは、木製の恒速プロペラを駆動した。
ハリファックスの防御火器は、機首に7.7 mm ブローニングM1919重機関銃を2門、尾部に4門を装備した。機首と尾部の機関銃は、ボールトンポール製砲塔に搭載された。ビームアタックに備え、真横を射線に捉えた左右各1門のヴィッカース K 機関銃を胴体中央の側面に搭載するハリファックスもあった。
わずかな改良によって、Mk Iは細分化された。最初のMk Iは、Mk I シリーズ Iと称された。続くシリーズ IIでは総重量が26,310 kg（58,000ポンド）から27,220 kg（60,000ポンド）に増えた。シリーズ IIIでは、より大型なラジエーターを搭載し、燃料搭載量を増強した。これらのMk Iには、同じ主翼のエンジン2基が停止する事態になるか、急な機動を行うと機体が錐揉み状態に陥るという欠陥があり、それが尾翼の設計に起因していたことが判明した。
1,390馬力（1,040 kW）のマーリン XX エンジンを導入し、胴体中央の機関銃に代わって二連装の7.7 mm 胴体背部砲塔を搭載したハリファックスは、B Mk II シリーズ Iと称された。Mk II シリーズ I (スペシャル) では、機首と背部の砲塔を撤去することで性能を向上させた。Mk II シリーズ IAは、大きな垂直尾翼とパースペックス・ノーズに変更され、エンジンはマーリン 22 エンジンに換装された。また、背部にはデファイアントタイプの4連装砲塔が搭載された。尾翼の設計変更で初期型の方向舵のオーバーバランスがもたらす失速による操縦性不良を解決し、パースペックス・ノーズは後のハリファックスで典型的な機首形状となった。
メシエ製ランディング・ギアの不足のため、ダウティ製ランディング・ギアが使われた。メシエ製ギアと互換性がなく、ダウティ製ギアを装備したハリファックス MK IIは新しい呼称を与えられ、Mk Vと称された。ダウティ製ギアの使用は、Mk IIよりも生産の効率向上に繋がったが、着陸重量が18,000 kg（40,000ポンド）に減少したため、通常は沿岸軍団や訓練部隊にまわされた。Mk Vは、ルーツのスピーク工場とフェアリーのストックポート工場で生産され、Mk IIの総生産数1,966機と比較して、1944年から始まったMk Vの生産数は904機にとどまる。
最多の2,091機が生産されたハリファックスの派生型は、1943年に登場したB Mk IIIであった。尾翼やパースペックス・ノーズなどは、Mk II シリーズ IAと同様だったが、最も大きな変更は、マーリンより強力な1,650馬力（1,230 kW）のブリストル ハーキュリーズ XVI エンジンを搭載したことである。その他には、デ・ハビランド製の油圧可変プロペラの採用、丸味を帯びた翼端への変更であった。Mk Ⅲの1機は「Friday the 13th(13日の金曜日)」と名付けられて、128回の作戦を遂行し、大戦後まで生きのびた。
Mk IVの設計は、ハーキュリーズに排気タービン過給器を組み合わせたものだったが、生産されることはなかった。
決定的なバージョンであるB Mk VIは、強力な1,800馬力（1,300 kW）のハーキュリーズ 100 エンジンを搭載し、最終的な爆撃型であるMk VIIでは、ハーキュリーズ XVIに戻された。これらの派生型は、いずれも少数しか生産されなかった。
防御火器を装備しないC Mk VIIIは、爆弾倉のスペースに貨物を搭載し、乗客11名を空輸できる輸送機型であった。全てのスペースを落下傘部隊の搭載に振り向けたMk A IXでは、最大16名の武装兵と各種装置を搭載できた。輸送・貨物型のハリファックスは、ハンドレページ ハルトンと称された。民間向けのハリファックスやハルトンは、爆撃機や輸送機の運用国以外でもスイス、ノルウェー、イギリス領インド、南アフリカ共和国などの航空会社で採用された。

## 運用歴
製造されたハリファックスは1940年11月にオウセのリントン基地の第35飛行隊に引き渡され、1941年3月の11日から12日の夜にル・アーヴルに対して最初の爆撃を実施した。また、沿岸軍団の下で対潜哨戒に使用された。
爆撃以外にもグライダー曳航や電子戦機としても利用され、パラシュート降下や物資の空中投下など汎用な任務を引き受けた。爆撃機軍団でハリファックスは82,773回もの作戦で投入され、224,207トンに上る爆弾を投じたが、1,833機を損失している。
イギリス空軍とフランス空軍は戦後の1952年頃までハリファックスを運用し、パキスタン空軍に至っては1961年まで使用した。

## 派生型

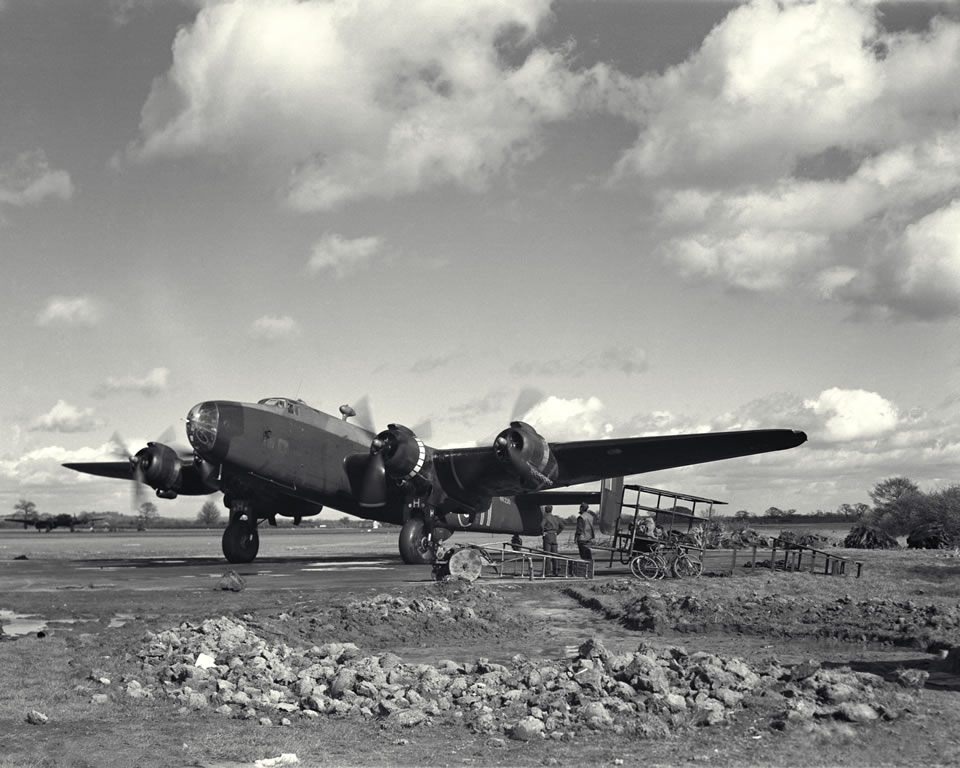
カナダ空軍のハリファックス

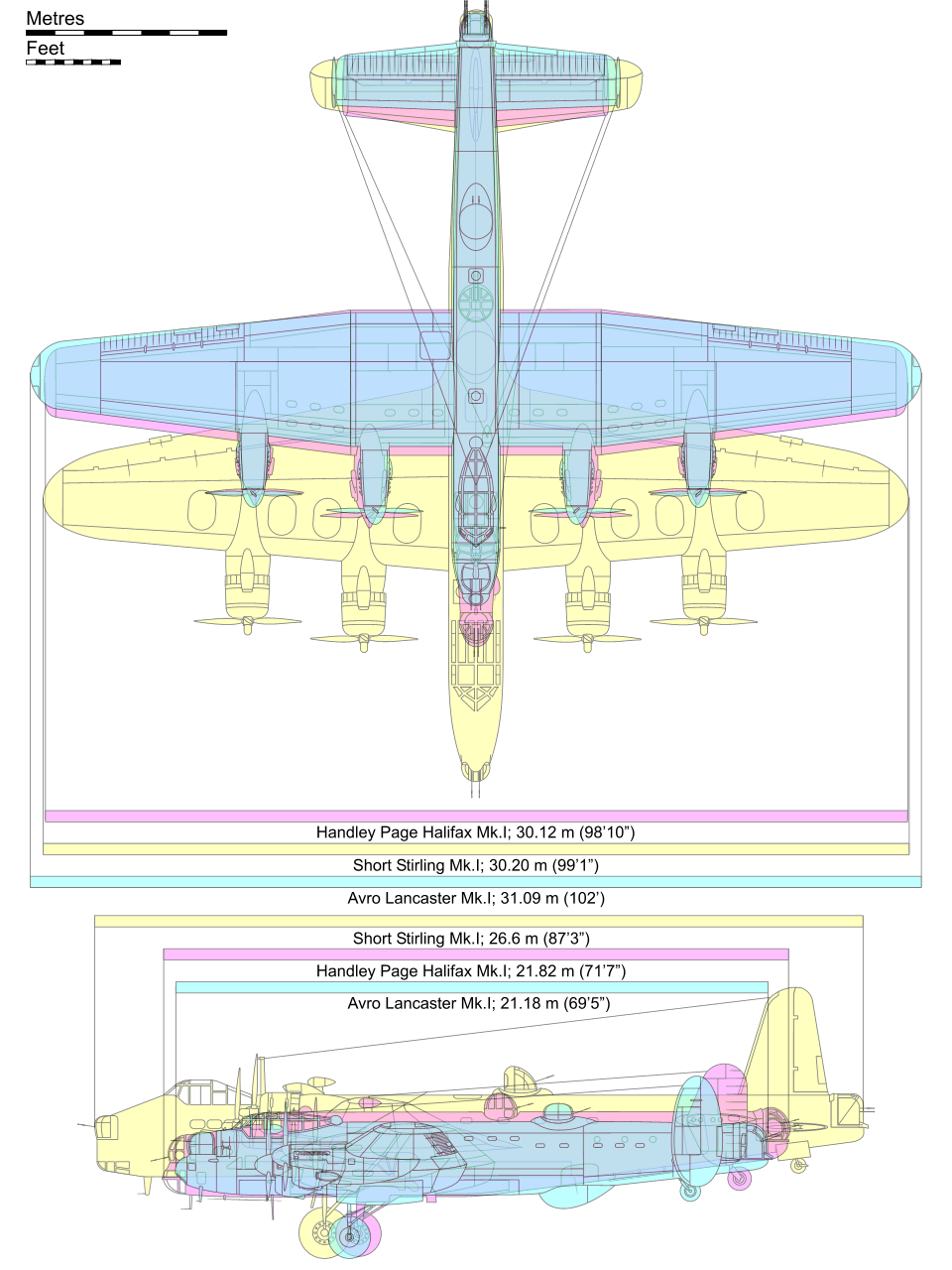
ハリファックス Mk.Iと同時期のショート スターリングとアブロ ランカスターとの比較

H.P.55
試案。
H.P.56
試案。
H.P.57
試作機。
H.P.57
ハリファックス Mk.I
試作機。
ハリファックス B.I シリーズ I
ハリファックス B.I シリーズ II
ハリファックス B.I シリーズ III
H.P.58
ハリファックス Mk.II
H.P.59
ハリファックス Mk.II
ハリファックス B.II シリーズ I
ハリファックス B.II シリーズ I（スペシャル）
ハリファックス B.II シリーズ IA
ハリファックス B.II シリーズ I
ハリファックス B.II シリーズ II
ハリファックス A.II
ハリファックス GR.II
ハリファックス GR.II シリーズ I
ハリファックス GR.II シリーズ IA
ハリファックス Met.II
H.P.61
ハリファックス B.III
ハリファックス A.III
ハリファックス C.III
ハリファックス B.III
H.P.63
ハリファックス B.V シリーズ I（スペシャル）
ハリファックス A.V
ハリファックス GR.V
ハリファックス B.VI
ハリファックス C.VI
ハリファックス GR.VI
ハリファックス B.VII
ハリファックス A.VII
ハリファックス C.VII
H.P.70
ハリファックス C.VIII
H.P.71
ハリファックス A.IX
H.P.70 ハルトン
ハルトン I
ハルトン II

## 運用国

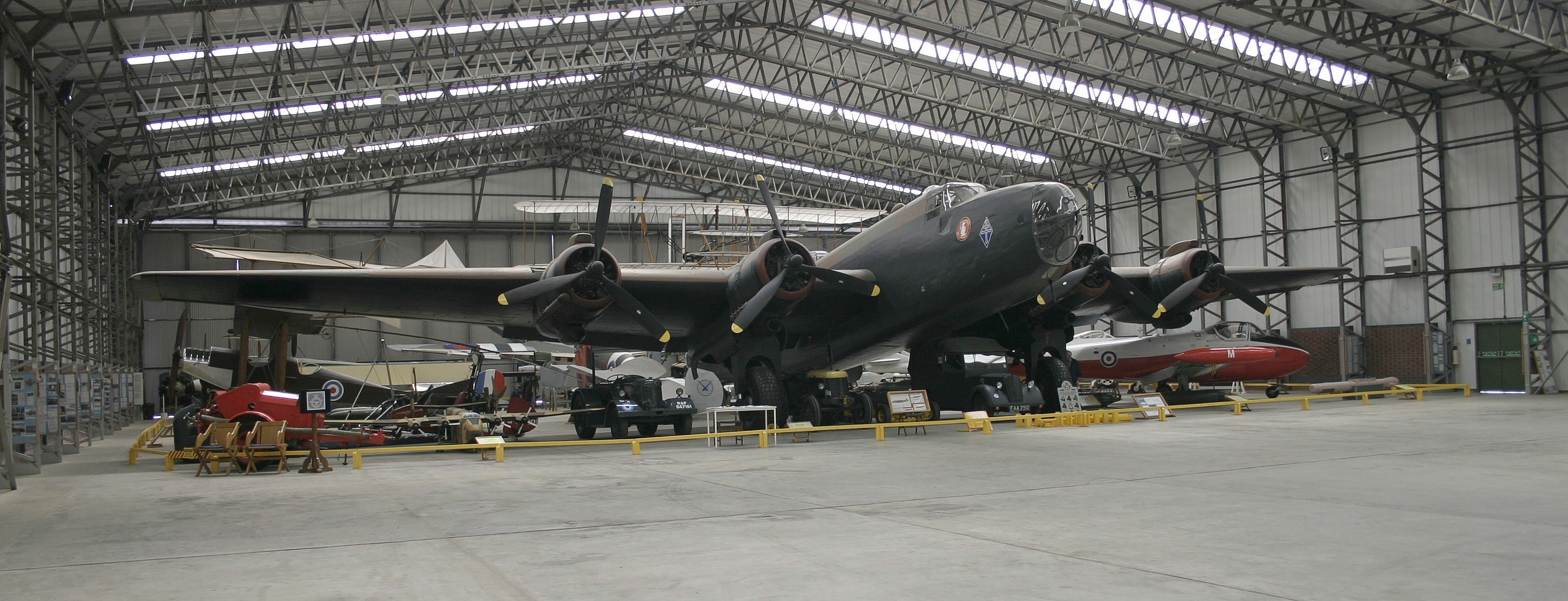
ヨークシャー航空博物館で展示中のハリファックス（2006年）

- イギリス
- カナダ
- オーストラリア
- ニュージーランド
- フランス
- ポーランド
- エジプト
- パキスタン

## 仕様 (Mk.III)
出典: military-aircraft.org.uk, RCAF.com
諸元
- 乗員: 7名 （指揮操縦士、副操縦士/航空機関士、航法員、爆撃手、無線員/機銃手、機銃手2名）
- 全長: 29.59 m （97 ft 1 in）
- 全高: 8.0 m （26 ft 6 in）
- 翼幅: 31.59 m（103 ft 8 in）
- 翼面積: 330.2 m² （3554 ft²）
- 空虚重量: 19,278 kg （42,500 lb）
- 有効搭載量: 24,675 kg （54,400 lb）
- 最大離陸重量: 29,484 kg （65,000 lb）
- 動力: ブリストル ハーキュリーズ Mk VI, Mk XVI 複列星形レシプロエンジン、1204 kW （1615 hp）   × 4

性能
- 最大速度: 454 km/h （282 mph）
- 航続距離: 3,194 km （1985 マイル）
- 実用上昇限度: 7,315 m （24,000 ft）
- 上昇率: 3.8 m/s （750 ft/min）
- 翼面荷重: 223.1 kg/m² （45.7 lb/ft²）
- 馬力荷重（プロペラ）: 195 W/kg （0.12 hp/lb）

武装
- 固定武装: 7.7 mm ブローニング機関銃 8門（背部砲塔4門 尾部砲塔4門）、ヴィッカーズ K 機関銃 1門（機首）
- 爆弾: 5897 kg（13,000ポンド）

## 現存する機体
| 型名     | 番号  | 機体写真 | 所在地                        | 所有者                         | 公開状況 | 状態     | 備考 |
| -------- | ----- | -------- | ----------------------------- | ------------------------------ | -------- | -------- | --- |
| B Mk.II  | W1048 |          | イギリス ロンドン             | イギリス空軍博物館ロンドン館   | 公開     | 静態展示 | イングリッシュ・エレクトリック社が製造した機体。 |
| B.Mk.II  | HR792 |          | イギリス ノースヨークシャー州 | ヨークシャー航空博物館         | 公開     | 静態展示 | ハンドレイ・ページ社が製造した機体。LW687とJP158の部品、ヘイスティングス TG536の主翼を用いて修復された。右側にはMk.II NP763号機、左側にはMk.III LV907号機の塗装がされている。 |
| A Mk.VII | NA337 |          | カナダ オンタリオ州           | 国立カナダ空軍博物館           | 公開     | 静態展示 | ルーテス・モーター社が製造した機体。 |
| A Mk.VII | PN323 |          | イギリス ケンブリッジシャー州 | ダックスフォード帝国戦争博物館 | 公開     | 静態展示 | |